# Gare de Vitry-sur-Seine
Ne doit pas être confondu avec Gare de Vitry-en-Artois ou Gare de Vitry-le-François.
La gare de Vitry-sur-Seine est une gare ferroviaire française de la ligne de Paris-Austerlitz à Bordeaux-Saint-Jean, située sur le territoire de la commune de Vitry-sur-Seine, dans le département du Val-de-Marne en région Île-de-France.
C'est une gare de la Société nationale des chemins de fer français (SNCF) desservie par les trains du RER C.

## Situation ferroviaire
Établie à 37 mètres d'altitude, la gare de Vitry-sur-Seine est située au point kilométrique (PK) 5,373 de la ligne de Paris-Austerlitz à Bordeaux-Saint-Jean entre les gares d'Ivry-sur-Seine et des Ardoines.

## Histoire
Le 28 novembre 1862, une enquête est organisée portant sur le projet d'établissement d'une station de voyageurs et d'une gare de marchandises à Vitry pour le service du chemin de fer de Paris à Orléans. Les registres pour recevoir les observations sont ouverts pendant vingt jours à partir du 1er décembre. Le décret du 6 juillet 1863 déclare d'utilité publique l'occupation des terrains nécessaires pour l'établissement de la gare de Vitry-sur-Seine sur la ligne de Paris à Orléans. Le délai est de deux ans pour effectuer les expropriations nécessaires.
En 1884, le bâtiment voyageurs est agrandi.
Le 4 novembre 1890, le ministre des Travaux publics Yves Guyot approuve l'ordonnance du préfet de Police concernant le classement des passages à niveau du réseau de la Compagnie d'Orléans. Sur la commune de Vitry-sur-Seine, deux passages encadrent la station. Le no 6, établi au PK 5,319 au croisement avec la route départementale no 59, dénommée avenue des Écoles du côté gauche et avenue du Chemin-de-Fer (aujourd'hui avenue Paul-Vaillant-Couturier) du côté droit, est classé en première catégorie avec des barrières manœuvrées à la main et des portillons pour piétons ; il est gardé jour et nuit par un homme. La station est suivie du passage no 7, établi au PK 5,985 au croisement avec le chemin de la voie de Seine, qui est également classé en première catégorie avec des barrières manœuvrées à la main et des portillons pour les piétons.

La gare au début du XXe siècle
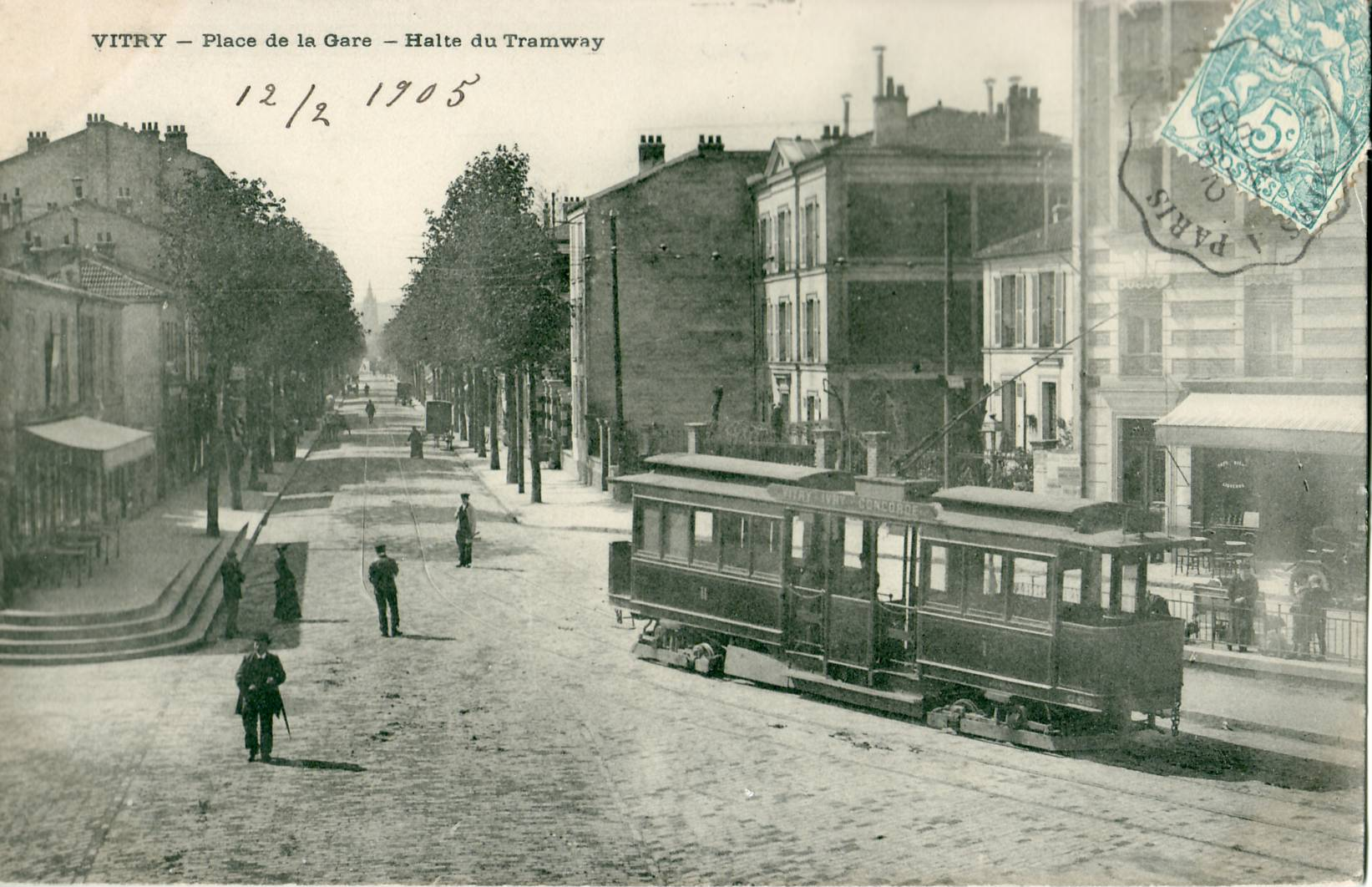
Place de la gare vers 1905.
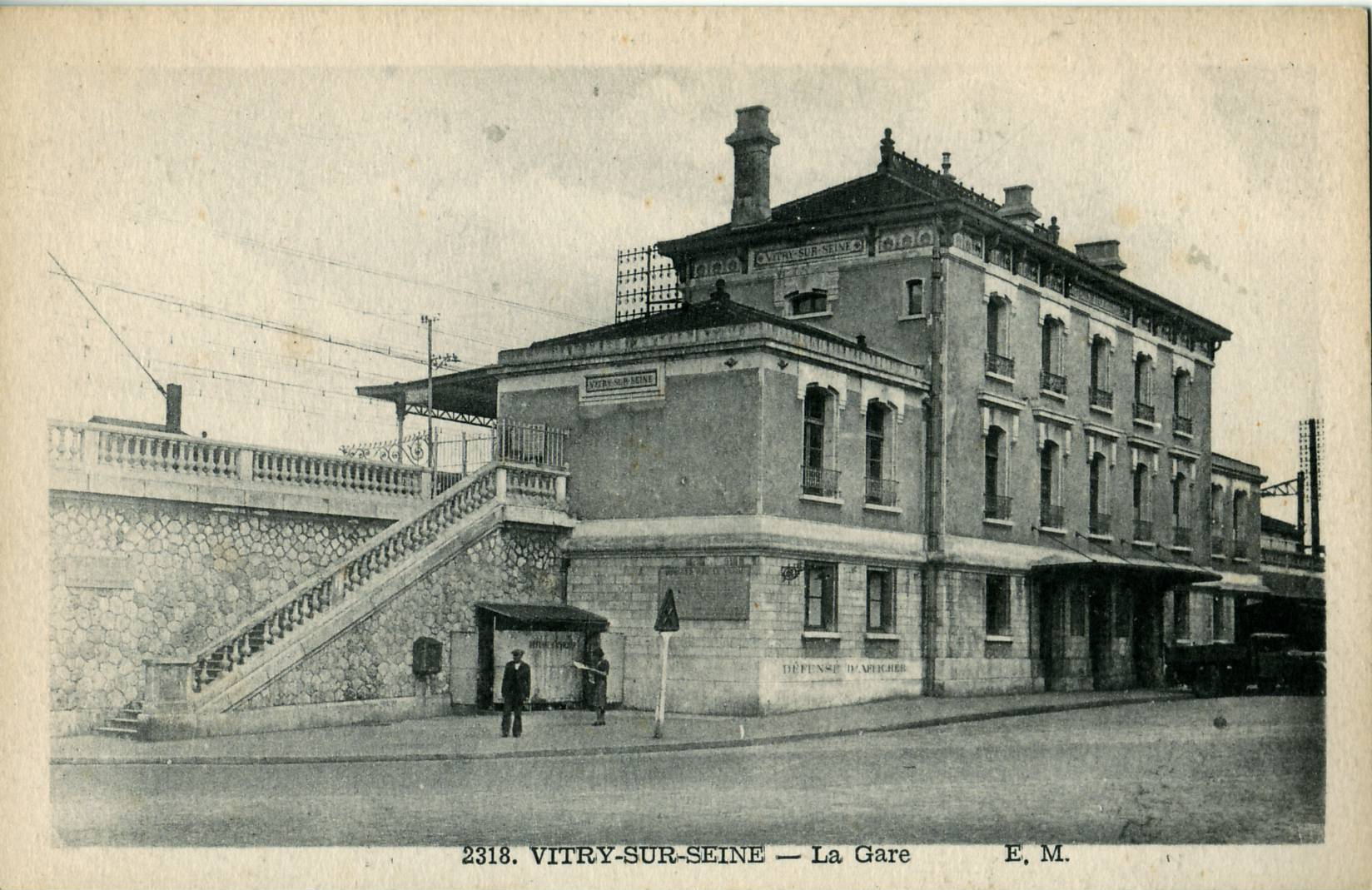
Bâtiment voyageurs vers 1920.

En 2022, selon les estimations de la SNCF, la fréquentation annuelle de la gare est de 3 770 683 voyageurs.

## Service des voyageurs

### Accueil
Gare SNCF du réseau de trains de banlieue Transilien, elle est ouverte tous les jours et dispose de guichets ouverts du lundi au vendredi. Elle est équipée d'automates pour les achats de titres de transport Transilien et grandes lignes, et d'un système d'information en temps réel sur les horaires des trains. C'est une gare accessible aux personnes à mobilité réduite avec, notamment, un guichet adapté, des ascenseurs, des bandes d'éveil de vigilance et des boucles magnétiques. Une boutique de presse Relay est installée en gare.

### Desserte
Vitry-sur-Seine est desservie par les trains de la ligne C du RER.
Elle est desservie à raison de quatre trains par heure aux heures creuses (trains omnibus venant de Massy Palaiseau/Pont de Rungis/Pontoise)
Aux heures de pointe, la gare bénéficie également d'un arrêt supplémentaire des trains en provenance ou direction de Versailles Chantiers.

### Intermodalité
Un parc pour les vélos et un parking pour les véhicules y sont aménagés.
La gare est desservie par les lignes 182 (celle-ci à 200 m à l'ouest de la gare) et 180, 217 du réseau de bus RATP et, la nuit, par la ligne N133 du réseau de bus Noctilien.

La gare en 2022
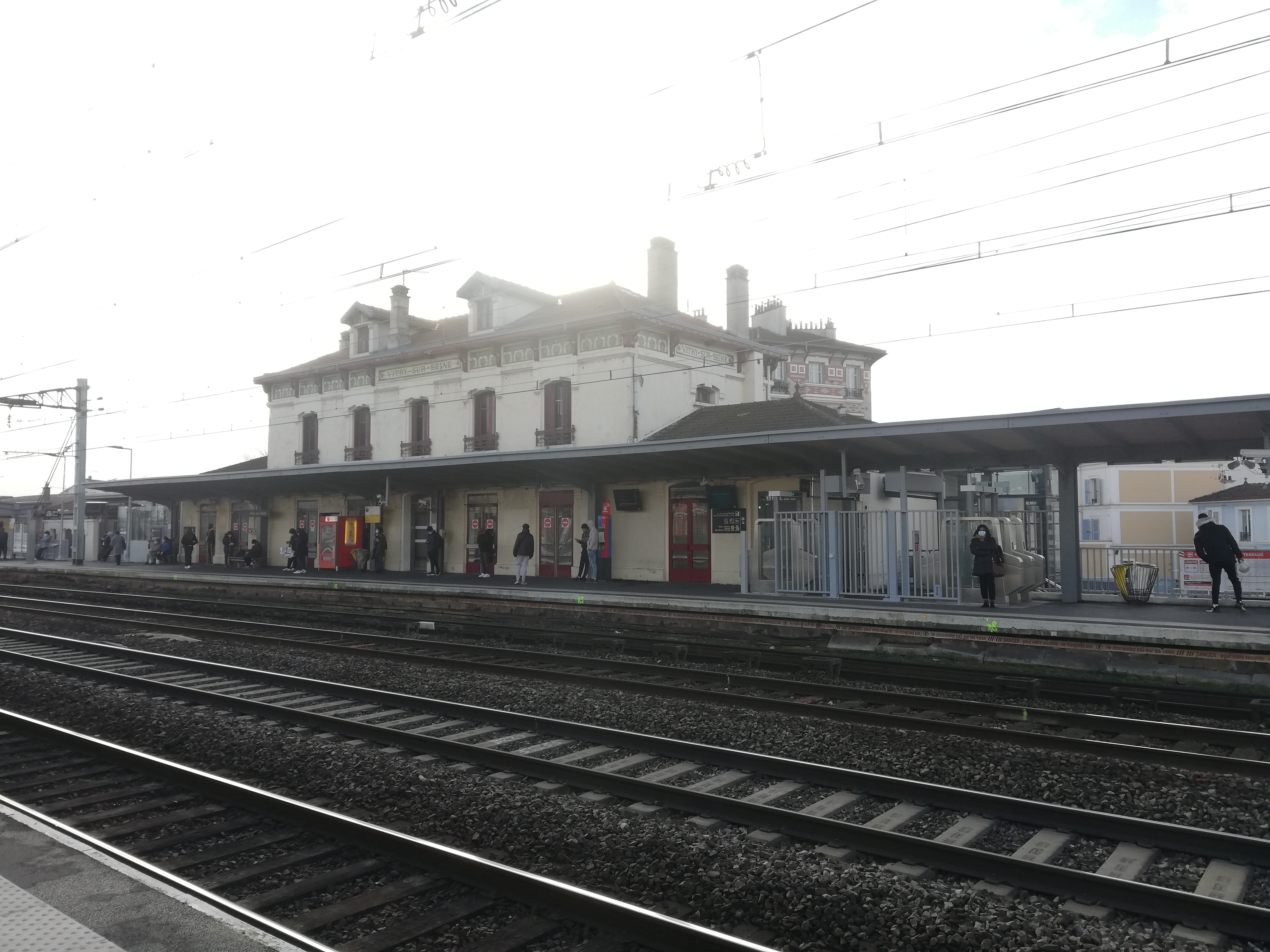
Quais et bâtiment.
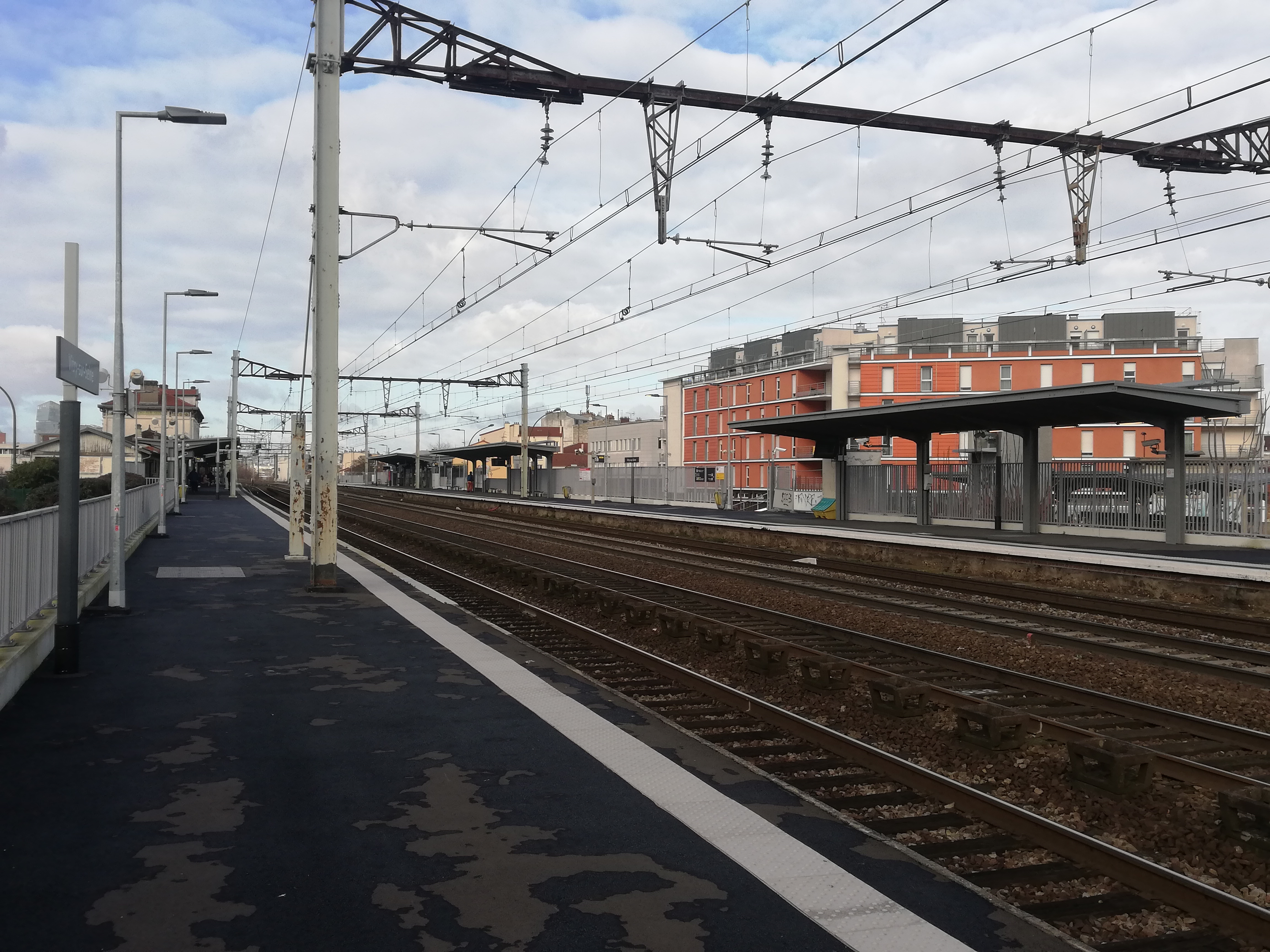
Quai en direction de Paris.

## Patrimoine ferroviaire
L'ancienne halle à marchandises, désaffectée du service ferroviaire, est réaffectée en « fabrique d'objets artistiques en tout genre » et dénommée « Gare au théâtre » en 1998,.
Le bâtiment voyageurs est en état proche de l'origine. Il s'agit d'un bâtiment à un étage muni d'un étage supplémentaire côté rue, étant construit sur un remblai. Ce bâtiment possède deux ailes symétriques, plus basses que le corps central, lequel comporte cinq ouvertures par étage et un toit à deux croupes à faible pente muni d'une horloge au fronton côté rue et de deux lucarnes côté voies. La façade est recouverte d'enduit, les percements, à arc bombé, sont surmontés d'un larmier (muni d'un entablement au premier étage côté rue). Une frise de carreaux de céramique à motifs floraux court sous la corniche et porte l'inscription « Chemin de fer d'Orléans ». Un ascenseur extérieur, dans une cage de verre, a été ajouté lors d'une rénovation récente du bâtiment.
Elle possède de nombreux points communs avec l'ancienne gare de Choisy-le-Roi, cependant, cette dernière, plus petite, possède une disposition inversée : étant construite dans une tranchée, elle possède deux niveaux (un étage) côté voies et un seul niveau de plain-pied côté rue.